# (8186) 1992 WP3
A (8186) 1992 WP3 a Naprendszer kisbolygóövében található aszteroida. A. Sugie fedezte fel 1992. november 17-én.